# Ludwig von Seither
Ludwig Seither, seit 1908 Ritter von Seither (* 2. Dezember 1857 in Landau in der Pfalz; † 24. März 1945 in Bad Wörishofen) war ein bayerischer General der Artillerie im Ersten Weltkrieg.

## Leben

### Familie
Seither war der Sohn eines Lehrers. Er hatte sich 1883 mit Louise Feldbausch verheiratet. Aus der Ehe gingen vier Kinder hervor.

### Militärkarriere
Nach dem Besuch eines Humanistischen Gymnasiums trat Seither 1876 als Einjährig-Freiwilliger in das 2. Feldartillerie-Regiment der Bayerischen Armee ein. Im Jahr darauf als Unteroffizier zur Reserve entlassen, entschloss er sich, eine aktive Offizierslaufbahn einzuschlagen. Seither absolvierte daraufhin erfolgreich die Kriegsschule München und wurde im Anschluss am 7. Mai 1879 zum Sekondeleutnant befördert. In den kommenden Jahren versah er Dienst in seinem Regiment und wurde ab 1. Oktober 1887 für drei Jahre an die Kriegsakademie kommandiert, die ihm die Qualifikation für die Höhere Adjutantur und das Lehrfach, sowie bedingt für den Generalstab  aussprach. Zwischenzeitlich zum Premierleutnant befördert, wurde Seither anschließend Adjutant der 2. Feldartillerie-Brigade. In dieser Stellung am 22. September 1893 zum Hauptmann befördert, kehrte er im Jahr darauf zu seinem Stammregiment zurück und war hier bis 1897 als Batteriechef tätig. Anschließend folgte seine Kommandierung zum Großen Generalstab nach Berlin. Nach einer einjährigen Verwendung in der dortigen Eisenbahn-Abteilung von diesem Kommando entbunden, wurde Seither zum Eisenbahn-Linienkommissar in München ernannt und am 28. Oktober 1901 zum Major befördert. Als solcher am 8. Dezember 1902 zum Abteilungskommandeur im 11. Feldartillerie-Regiment in Würzburg ernannt, wurde Seither am 25. Februar 1904 zum Kriegsministerium kommandiert. Mit seiner Beförderung zum Oberstleutnant am 8. März 1905 wurde er hierher versetzt und zum Chef der Abteilung für Artillerie und Waffenwesen ernannt. Vom 28. April 1908 bis 6. März 1910 war Seither als Oberst Kommandeur des 3. Feldartillerie-Regiments „Prinz Leopold“.
In der Zwischenzeit hatte ihm Prinzregent Luitpold in Anerkennung am 2. Juni 1908 mit dem Ritterkreuz des Verdienstordens der Bayerischen Krone beliehen. Damit verbundenen war die Erhebung in den persönlichen Adelsstand er durfte sich nach der Eintragung in die Adelsmatrikel Ritter von Seither nennen.
Am 7. März 1910 erhielt Seither das Kommando über die 1. Feldartillerie-Brigade und wurde kurz darauf am 26. März zum Generalmajor befördert. Von diesem Kommando bereits am 22. Oktober 1910 entbunden, folgte seine weitere Verwendung als Inspekteur der Technischen Institute in München. In dieser Stellung am 17. Dezember 1913 zum Generalleutnant befördert, war Seither seit 19. März 1914 Feldzeugmeister.
Diesen Posten hatte er auch über den Ausbruch des Ersten Weltkriegs hinaus bis zum 20. Dezember 1915 inne. Anschließend fungierte Seither als Etappen-Inspekteur der Armeeabteilung Falkenhausen an der Westfront. Mit der Bildung der 2. Landwehr-Division wurde er am 2. Januar 1917 zum Kommandeur dieses Großverbandes an der Ostfront ernannt. Am 17. Januar 1917 erhielt Seither den Charakter als General der Artillerie. Zunächst lag seine Division in Stellungskämpfen vor Riga und nahm Anfang September 1917 an der Schlacht um die Stadt teil. Daran schlossen sich Stellungskämpfe an der Düna an, bis an der Ostfront im Dezember 1917 die Waffenruhe und schließlich der Waffenstillstand eintrat. Seine Truppen waren auch im Anschluss weiterhin auf dem Baltikum im Einsatz. Seither wurde am 24. September 1918 abgelöst und daraufhin in Genehmigung seines Abschiedsgesuches mit der gesetzlichen Pension und unter Verleihung des Militärverdienstordens I. Klasse mit Schwertern zur Disposition gestellt.